# Kernkraftwerk Takahama
Das Kernkraftwerk Takahama (jap. 高浜発電所, Takahama  hatsudensho), nordwestlich des Ortes Takahama in der Präfektur Fukui gelegen, hat vier Blöcke, die zwischen 1974 und 1984 in Betrieb gingen. Betreiber des Kernkraftwerks ist der Elektrizitätsversorger Kansai Denryoku (KEPCO oder Kanden). Nachdem das Kraftwerk von 2011 bis 2016 zeitweise vollständig heruntergefahren war, sind seit 2023 wieder alle vier Reaktoren in Betrieb.

## Block 1
Der Block 1 verfügt über einen Druckwasserreaktor (DWR) mit einer Netto- bzw. Bruttoleistung von 780 bzw. 826 MWe; seine thermische Leistung liegt bei 2440 MWt.
Mit dem Bau von Block 1 wurde am 25. April 1970 begonnen. Am 14. März 1974 erreichte der Reaktor erstmals die Kritikalität. Er wurde am 27. März 1974 mit dem Stromnetz verbunden und nahm am 14. November 1974 den kommerziellen Betrieb auf. Der Block 1 hat seit 1974 insgesamt 174,31 TWh Strom erzeugt; im Jahr 1998 erzielte er mit 8760 Betriebsstunden und einer Produktion von 6856,82 GWh sein bestes Ergebnis.
Am 15. Januar 2007 meldeten die Nachrichtenagenturen Kyodo News und AP einen kleineren Zwischenfall in Block 1. Es seien 370 Liter leicht radioaktives Wasser ausgetreten, vier Mitarbeiter seien bespritzt worden. Ihre Gesundheit sei jedoch unbeeinträchtigt.
Im Januar 2011 wurde der Reaktor zur Inspektion heruntergefahren und blieb infolge der Nuklearkatastrophe von Fukushima mehrere Jahre außer Betrieb. Um die danach verschärften Sicherheitsanforderungen zu erfüllen, und gleichzeitig eine längere Laufzeit zu ermöglichen, wurde der Reaktor bis zum Jahr 2023 aufgerüstet, und dabei unter anderem das Reaktorgebäude verstärkt. Nach entsprechender Ankündigung im Jahr 2021 wurde am 28. Juli 2023 mit dem Wiederanfahren des Reaktors begonnen; er nahm den kommerziellen Betrieb am 28. August des Jahres auf. Die IAEA gibt als Datum für die Außerbetriebnahme (Suspended Operation Date) den 10. Januar 2011 und als Datum für die Wiederinbetriebnahme (End of Suspended Operation Date) den 2. August 2023 an.
Der Betreiber KEPCO beantragte im März (bzw. April) 2015 für den Block 1 eine Laufzeitverlängerung um 20 Jahre; die Laufzeitverlängerung von 40 auf 60 Jahre wurde von der jap. Atomaufsicht NRA am 20. April 2016 (bzw. 20. Juni 2016) erteilt.

## Block 2
Der Block 2 verfügt über einen DWR mit einer Netto- bzw. Bruttoleistung von 780 bzw. 826 MWe; seine thermische Leistung liegt bei 2440 MWt.
Mit dem Bau von Block 2 wurde am 9. März 1971 begonnen. Am 20. Dezember 1974 erreichte der Reaktor erstmals die Kritikalität. Er wurde am 17. Januar 1975 mit dem Stromnetz verbunden und nahm am 14. November 1975 den kommerziellen Betrieb auf. Der Block 2 hat seit 1975 insgesamt 172,66 TWh Strom erzeugt; im Jahr 1996 erzielte er mit 8629 Betriebsstunden und einer Produktion von 6709,05 GWh sein bestes Ergebnis.
Im November 2011 wurde der Reaktor aufgrund von Sicherheitsbedenken durch Fukushima heruntergefahren.  Um die danach verschärften Sicherheitsanforderungen zu erfüllen, und gleichzeitig eine längere Laufzeit zu ermöglichen, wurde der Reaktor bis zum Jahr 2023 aufgerüstet, und dabei unter anderem das Reaktorgebäude verstärkt. Nach einigen Verzögerungen wurde Block 2 letztlich am 15. September 2023 wieder hochgefahren; er erreichte am 16. September die Kritikalität und sollte den kommerziellen Betrieb voraussichtlich am 16. Oktober des Jahres aufnehmen. Die IAEA gibt als Datum für die Außerbetriebnahme (Suspended Operation Date) den 25. November 2011 und als Datum für die Wiederinbetriebnahme (End of Suspended Operation Date) den 20. September 2023 an.
Der Betreiber KEPCO beantragte im März (bzw. April) 2015 für den Block 2 eine Laufzeitverlängerung um 20 auf 60 Jahre; diese wurde von der jap. Atomaufsicht NRA am 20. April 2016 (bzw. 20. Juni 2016) erteilt.

## Block 3
Der Block 3 verfügt über einen DWR mit einer Netto- bzw. Bruttoleistung von 830 bzw. 870 MWe; seine thermische Leistung liegt bei 2660 MWt.
Mit dem Bau von Block 3 wurde am 12. Dezember 1980 begonnen. Am 17. April 1984 erreichte der Reaktor erstmals die Kritikalität. Er wurde am 9. Mai 1984 mit dem Stromnetz verbunden und nahm am 17. Januar 1985 den kommerziellen Betrieb auf. Der Block 3 hat seit 1984 insgesamt 195,84 TWh Strom erzeugt; im Jahr 2011 erzielte er mit 8760 Betriebsstunden und einer Produktion von 7828,83 GWh sein bestes Ergebnis.
Der Reaktor wurde im November 2011 aufgrund von Sicherheitsbedenken durch Fukushima heruntergefahren. Am 18. Februar 2015 genehmigte die Japanische Atomaufsichtsbehörde eine Wiederinbetriebnahme, die dann jedoch im April 2015 vom Bezirksgericht der Präfektur Fukui in erster Instanz auf die Klage von Anwohnern hin für die Reaktoren 3 und 4 vorerst untersagt wurde: Der Anlagenbetreiber, Kansai Electric, könne die Sicherheit nicht garantieren. Zudem seien die Sicherheitsvorschriften unlogisch und zu locker, das Erdbebenrisiko werde nicht überzeugend eingeschätzt und ein Wiederanfahren stelle eine „unmittelbare Gefahr“ für die Anwohner dar. Daraufhin stellte Kansai Electric eine Beschwerde vor dem Hochgericht Nagoya, die am 14. November verhandelt wurde. Letztendlich urteilte am 25. Dezember 2015 das Distrikt-Gericht Fukui, dass Takahama-3 (und auch Block 4) wieder hochgefahren werden dürfen. Am 29. Januar 2016 erfolgte dann der Neustart von Takahama-3; als Brennstoff sollen auch MOX-Brennelemente verwendet werden.
Am 9. März 2016 verfügte das Bezirksgericht in Otsu nochmals ein Abschalten des Reaktors, da die Richter die Notfallpläne sowie die technische Ausrüstung des Kraftwerks kritisierten, und bekräftigte dies am 17. Juni 2016. Daraufhin entfernte Kansai Electric vorübergehend die Brennstäbe aus den Reaktoren 3 & 4 um diese in den kraftwerkseigenen Abklingbecken zwischenzulagern.
Am 28. März 2017 gab das Obergericht Ōsaka dem Einspruch von Kansai Denryoku statt und hob das vom Bezirksgericht auferlegte Verbot auf. Die Wiederinbetriebnahme des Reaktors 3 erfolgte am 6. Juni 2017. Mit Stand 2022 ist der Reaktor wieder durchgehend in Betrieb.

## Block 4
Der Block 4 verfügt über einen DWR mit einer Netto- bzw. Bruttoleistung von 830 bzw. 870 MWe; seine thermische Leistung liegt bei 2660 MWt. Bei Takahama-4 werden ebenfalls MOX-Brennelemente verwendet.
Mit dem Bau von Block 4 wurde am 19. März 1981 begonnen. Am 11. Oktober 1984 erreichte der Reaktor erstmals die Kritikalität. Er wurde am 1. November 1984 mit dem Stromnetz verbunden und nahm am 5. Juni 1985 den kommerziellen Betrieb auf. Der Block 4 hat seit 1984 insgesamt 194,04 TWh Strom erzeugt; im Jahr 2009 erzielte er mit 8760 Betriebsstunden und einer Produktion von 7584,98 GWh sein bestes Ergebnis.
Der Reaktor 4 wurde 2011 aufgrund von Sicherheitsbedenken durch Fukushima heruntergefahren. Am 26. Februar 2016 erfolgte das Wiederanfahren des Reaktors. Am frühen Morgen des 29. Februars, wurde der Reaktor jedoch wegen Fehlern in einem Generator und einem Trafo automatisch abgeschaltet. Kurz vor dem Wiederanfahren waren in dem Reaktor 34 Liter radioaktiven Wassers bei einer Kühlleitung ausgetreten; die Ursache war ein nicht festgezogener Bolzen. Dadurch trat eine Verzögerung des Neustarts um einen Tag auf.
Im Juni 2017 nahm der Reaktor 4 wieder den kommerziellen Betrieb auf. Er läuft seitdem mit Stand 2022 wieder durchgehend.

## Daten der Reaktorblöcke
Das Kernkraftwerk Takahama hat vier Blöcke (Quelle: IAEA, Stand: 28. Juli 2023):
| Block | Reaktortyp | Modell     | Status     | Netto- leistung in MWe | Brutto- leistung in MWe | Therm. Leistung in MWt | Baubeginn  | Erste Kritikalität | Erste Netzsyn- chronisation | Kommer- zieller Betrieb | Abschal- tung | Einspeisung in TWh |
| ----- | ---------- | ---------- | ---------- | ---------------------- | ----------------------- | ---------------------- | ---------- | ------------------ | --------------------------- | ----------------------- | ------------- | ------------------ |
| 1     | PWR        | M (3-loop) | In Betrieb | 780                    | 826                     | 2440                   | 25.04.1970 | 14.03.1974         | 27.03.1974                  | 14.11.1974              | –             | 174,31             |
| 2     | PWR        | M (3-loop) | In Betrieb | 780                    | 826                     | 2440                   | 09.03.1971 | 20.12.1974         | 17.01.1975                  | 14.11.1975              | –             | 172,66             |
| 3     | PWR        | M (3-loop) | In Betrieb | 830                    | 870                     | 2660                   | 12.12.1980 | 17.04.1984         | 09.05.1984                  | 17.01.1985              | –             | 191,31             |
| 4     | PWR        | M (3-loop) | In Betrieb | 830                    | 870                     | 2660                   | 19.03.1981 | 11.10.1984         | 01.11.1984                  | 05.06.1985              | –             | 189,54             |